# Turgak
Turgak is een bestuurslaag in het regentschap Lampung Barat van de provincie Lampung, Indonesië. Turgak telt 878 inwoners (volkstelling 2010).